# فرع (روستا)
 فرع  (در عربی:  الفَرَع )
نام روستایی است در دهستان فَروَة از توابع استان صَعده در کشور یمن در شبه جزیره عربستان.

## جمعیت
جمعیت آن (۱۰۰ ) نفر (۱۱ خانوار) می‌باشد.